# Zofia Cieśla-Reinfussowa
Zofia Cieśla-Reinfussowa (ur. 8 maja 1910 w Krakowie, zm. 9 marca 1993 tamże) – polska etnograf i muzealnik.

## Życiorys
Urodziła się w rodzinie szewca Józefa Cieśli i jego drugiej żony, Magdaleny z Tomasików. Po ukończeniu I Państwowego Gimnazjum Żeńskiego w Krakowie, rozpoczęła w 1928 roku studia matematyczne na Uniwersytecie Jagiellońskim. Później poszerzyła ich zakres o geografię z etnografią. W 1935 roku uzyskała absolutorium z matematyki, a w 1937 roku magisterium z filozofii w zakresie geografii. Po studiach została przyjęta do pracy w Muzeum Etnograficznym w Krakowie.
Podczas okupacji hitlerowskiej zajmowała się wraz z Romanem Reinfussem, którego poślubiła w 1944 roku, ochroną zbiorów Muzeum Etnograficznego, przeniesionego na Wawel przez niemieckie władze Generalnego Gubernatorstwa.
Po wojnie zaprzestała pracy w muzeum; powróciła dopiero w 1967 roku i otrzymała stopień kustosza i stanowisko kierownika działu obrzędów. Od 1951 roku była członkiem Polskiego Towarzystwa Ludoznawczego, od 1990 roku - honorowym członkiem.
Opublikowała około 50 prac, m.in. Siwaki z Białej Podlaskiej, Brańskie dywany dwuosnowowe, Na pastwisku. Ze studiów nad kształtowaniem się osobowości młodzieży wiejskiej, Herody. Publikowała w czasopiśmie „Materiały Muzeum Budownictwa Ludowego w Sanoku”.
Urodziła dwie córki: Magdalenę, po mężu Knychalską, specjalistkę w zakresie prawa bankowego, i Krystynę Reinfuss-Janusz, kustosza w Muzeum Etnograficznym w Krakowie.

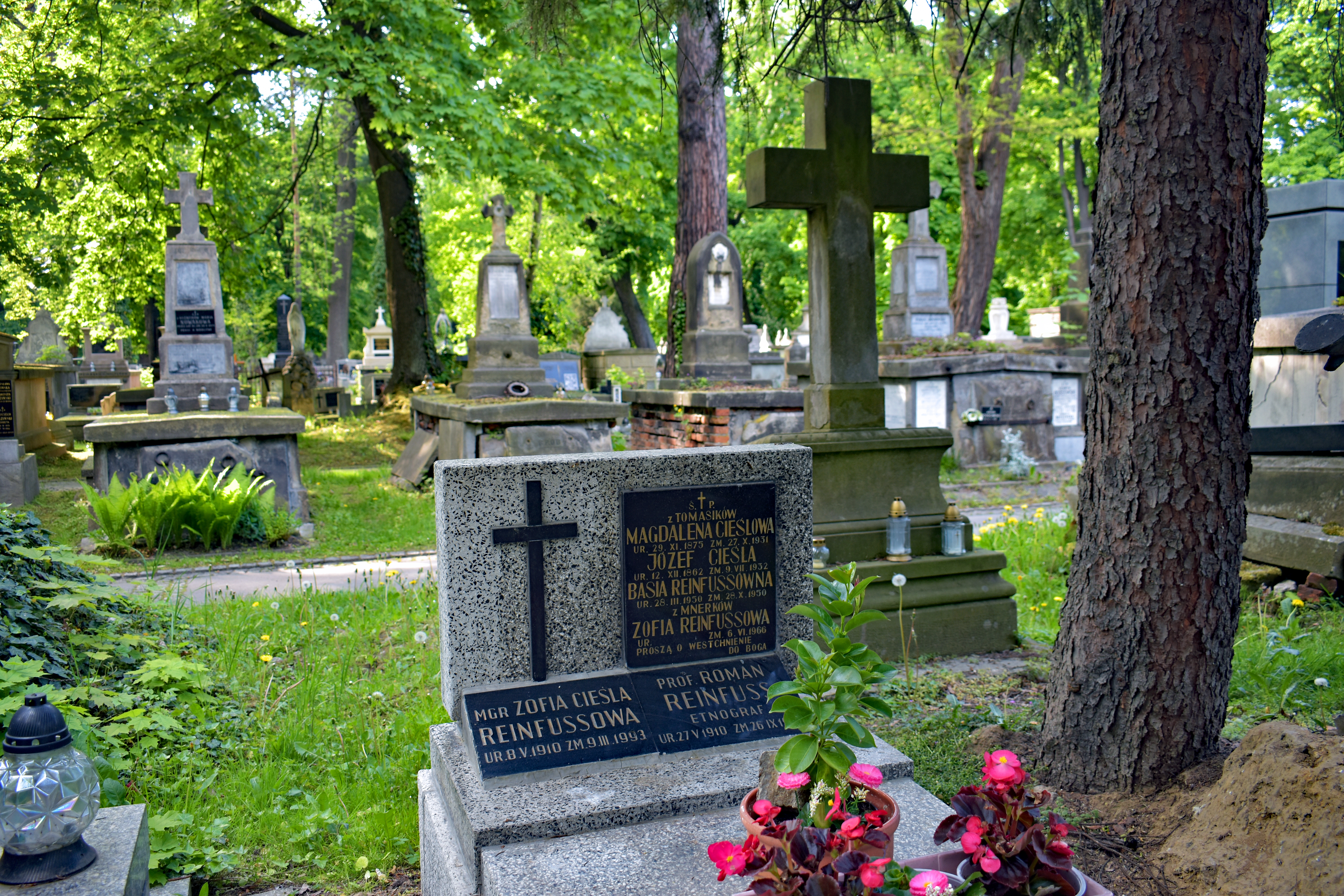
Grobowiec rodzinny

Zmarła w Krakowie, pochowana w grobowcu wraz ze swoim mężem na cmentarzu Rakowickim (kwatera O-1-25).

## Odznaczenia
- Złoty Krzyż Zasługi (1972)[1]
- Złota Odznaka „Za Pracę Społeczną dla miasta Krakowa” (1969)[5]

## Upamiętnienie
Jest jedną z bohaterek wystawy „Etnografki, antropolożki, profesorki” w Państwowym Muzeum Etnograficznym w Warszawie (2022–2023). Jej teksty opublikowano w książce Żywe ogniwa. Wybór tekstów polskich etnografek (1888–1939). Wydawcą jest Państwowy Instytut Wydawniczy i Narodowy Instytut Muzealnictwa i Ochrony Zbiorów.